# Мехмет Ауреліо
Марко Ауреліо Бріто дос Празерес (порт. Marco Aurélio Brito dos Prazeres), більш відомий як Мехмет Ауреліо (тур. Mehmet Aurélio, нар. 15 грудня 1977, Ріо-де-Жанейро) — бразильський та турецький футболіст, що грав на позиції півзахисника.
Виступав, зокрема, за клуби «Фламенго», «Фенербахче» та «Бешикташ», а також національну збірну Туреччини, з якою став бронзовим призером чемпіонату Європи 2008 року.

## Клубна кар'єра
Народився 15 грудня 1977 року в місті Ріо-де-Жанейро. Вихованець футбольної школи клубу «Бангу».
У дорослому футболі дебютував 1995 року виступами за «Фламенго», в якому провів шість сезонів, взявши участь у 123 матчах бразильської Серії А і вигравши низку трофеїв. Більшість часу, проведеного у складі «Фламенго», був основним гравцем команди.

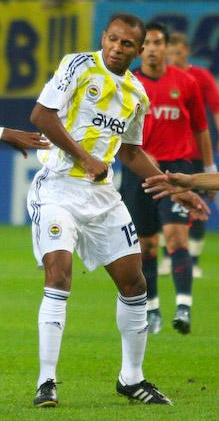
Мехмет Ауреліо у складі «Фенербахче». 2007 рік.

Згодом на початку 2001 року перейшов у «Оларію», а вже влітку відправився до Туреччини, де став грати за «Трабзонспор». У цьому клубі він виграв Кубок Туреччини у 2003 році і того ж року перейшов у місцевий топ-клуб «Фенербахче». Відіграв за стамбульську команду наступні п'ять сезонів своєї ігрової кар'єри. Граючи у складі «Фенербахче» також був одним з лідерів команди, вигравши три чемпіонати країни і один Суперкубок Туреччини. Загалом за цей час зіграв за клуб в усіх турнірах 219 ігор і забив 20 голів.
Після вдалого для гравця Євро-2008 його придбав севільський «Реал Бетіс». За підсумками першого сезону клуб зайняв 18 місце у Ла Лізі і понизився у класі, втім Ауреліо залишився у клубі і провів ще один сезон. Клуб став четвертим і не зумів повернутись в еліту, після чого Мехмет повернувся в Туреччину і став гравцем «Бешикташа». З командою став переможцем Кубка Туреччини 2010/11, забивши свій післяматчевий пенальті у фінальній грі проти «Істанбул Башакшехіра».
1 березня 2013 року підписав контракт із колишнім клубом «Оларія», в якому того ж року завершив професійну ігрову кар'єру.

## Виступи за збірну
Виступаючи у «Фенербахче», Ауреліо отримав турецьке громадянство і на новій батьківщині отримав мусульманське ім'я Мехмет. 16 квітня 2006 року був вперше викликаний Фатіхом Терімом в національну збірну Туреччини, а вперше дебютував 16 серпня в товариській грі проти Люксембургу (1:0), ставши першим в історії збірної натуралізованим гравцем. 12 вересня Мехмет забив у ворота Угорщини свій дебютний м'яч за збірну і був основним гравцем команди у відборі на наступний чемпіонат Європи, зігравши в 11 з 12 матчів, і допоміг команді кваліфікуватись у фінальну частину. На самому чемпіонаті Європи 2008 року в Австрії та Швейцарії також був основним гравцем, зігравши 4 гри з 5, і допоміг їй дійти до півфіналу, пропустивши через перебір жовтих карток лише гру чвертьфіналу проти Хорватії.
В подальшому був основним гравцем у відборі на чемпіонат світу 2010 року, але турки не пройшли кваліфікацію, а після завершення невдалого відбору на Євро-2012 закінчив виступи у збірній. Всього протягом кар'єри у національній команді, яка тривала 6 років, провів у формі головної команди країни 37 матчів, забивши 2 голи.

## Титули і досягнення
- Чемпіон штату Ріо-де-Жанейро (4): 1996, 1999, 2000, 2001
- Володар Золотого Кубка Ніколаса Леоса (1): 1996
- Володар Кубка Меркосур (1): 1999
- Володар Кубок Чемпіонів Бразилії (1): 2001
- Володар Кубка Туреччини (2): 2002/03, 2010/11
- Чемпіон Туреччини (3): 2003/04, 2004/05, 2006/07
- Володар Суперкубка Туреччини (1): 2007